# Aleksota Mons
L'Aleksota Mons è una struttura geologica della superficie di Venere.